# Malasia Oriental

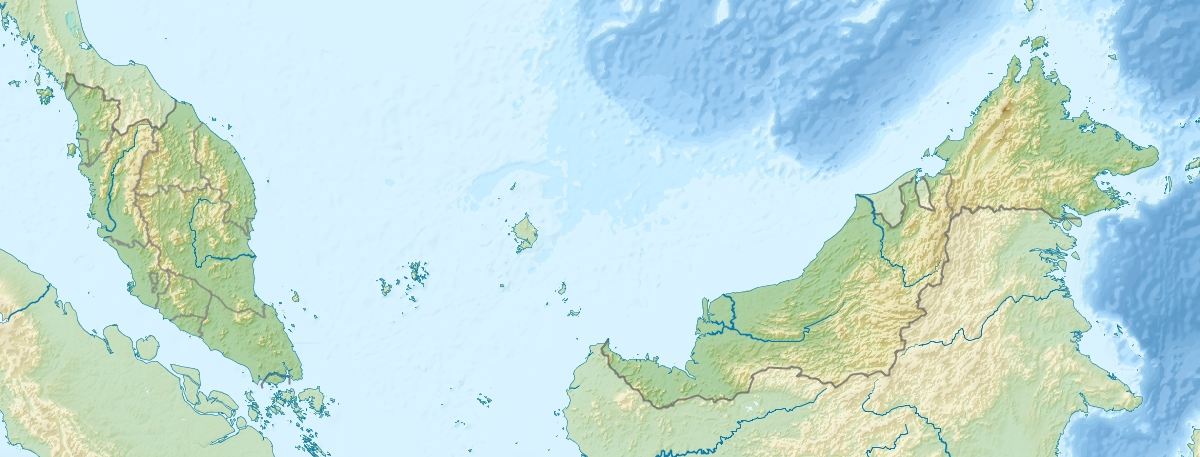
Mapa de Malasia. Se observa la Malasia Oriental a la derecha y Malasia Peninsular a la izquierda.

La isla de Borneo, con Malasia Oriental en naranja.

Malasia Oriental o Malasia del Este o Borneo Malayo es el territorio insular perteneciente a la Federación de Malasia localizado al norte de la isla de Borneo, en el mar de China. Malasia Oriental consta solamente de dos estados, Sabah y Sarawak, y de un territorio federal, Labuán. Aunque Malasia Oriental se encuentra relativamente menos poblada y menos desarrollada que la Malasia Occidental, también llamada Malasia Peninsular, su extensión es mayor y posee un mayor grado de recursos naturales, que son principalmente reservas de petróleo y gas, carbón y energía hidráulica.

## Geografía
En ese sentido, el estado de Sarawak contiene las Cuevas de Mulu emplazadas dentro del Parque Nacional Gunung Mulu (declarado Patrimonio de la Humanidad en 2001). Destaca entre ellas la cueva de piedra caliza con la cámara más grande del mundo, la cámara de Sarawak. Por su parte Sabah cuenta con el Monte Kinabalu, también declarado Patrimonio de la Humanidad y la isla de Sipadan importante por sus recursos marinos. 

## Historia
Tanto el estado de Sarawak como el de Sabah fueron, anteriormente a su anexión a Malasia en 1957, colonias británicas. El respaldo ciudadano a la unión de ambos estados a Malasia, no se produjo sin embargo sino hasta 1963, alentados en parte por la inclusión de Singapur al reino, aunque posteriormente Singapur sería expulsada en 1965. Además existieron intentos de anexionar Brunéi junto a estos dos estados pero la iniciativa no fructificó de la mano de la denominada Rebelión de Brunéi. 
Los estados de Sabah y Sarawak han mantenido históricamente un mayor grado de gobierno local y autonomía legislativa en comparación con los estados de la Malasia peninsular. Por ejemplo, los dos estados han separado los controles de inmigración, esto supone la exigencia a los ciudadanos de la parte continental de Malasia de llevar pasaportes o documentos de identidad cuando se visita a Malasia Oriental. Además, los habitantes de Malasia Oriental se muestran reacios a perder sus lenguas nativas en favor del malayo, la lengua nacional, y siguen manteniendo sus distintos rasgos culturales.
La isla de Labuan fue parte de Sabah hasta 1984, cuando fue incluida en un territorio federal, administrado por el gobierno federal. Actualmente en la isla de Labuan se establece un centro de servicios financieros extraterritoriales, con su propio sistema fiscal y de aduanas.